# Мікулаш Дачицький
Мікулаш Дачицький (*Mikuláš Dačický, 23 грудня 1555 —25 вересня 1626) — чеський поет часів Відродження.

## Життєпис
Похождив з родини бюргерів. Народився у 1555 році у місті Кутна Гора. Замолоду навчався у Кладубрицькому бенедектинському монастирі. У 1570 році повернувся до рідного міста. З цього часу веде вільне життя, пиячить. У 1582 році засуджений за вбиство й вимушений сплатити 125 грошей. У 1590 році одружився, проте його шлюб залишився бездітним. Помер у 1626 році.

## Творчість
Складав переважно вірші. Стиль його різкий, жарт часом брутальний і непристойний. Ласі на гроші красуні, жадібні попи всіх мастей, суддівські гачки, сутяги і п'яниці, хитрі баби і дурнуваті чорти миготять в його піснях і комедіях про масленичні гульні. Іноді він впадав у каяття і писав благочестиві гімни. В його поетичній збірці «Просто правда» багато сатиричних віршів, особливо сатир на духовенство.